# Haʻateiho
Haʻateiho – miasto w Tonga; na wyspie Tongatapu. Według danych oficjalnych na dzień 30 listopada 2011 roku liczyło 2561 mieszkańców.